# Kingdom Center
Kingdom Center (другой вариант: Kingdom City и Jeddah Economic City) — будущий район, который будет расположен в пустыне Саудовской Аравии, в 32 километрах от города Джидда, возле Красного моря. Район застраивается компанией Kingdom Holding Company и принадлежит Аль-Валид ибн Талал Аль Сауду. В данный момент идёт строительство района, а также самого высокого здания и главного элемента в нём — башни Jeddah Tower. Район будет состоять из жилых зданий, гостиниц и офисов. Сам проект района оценивается 20 млрд долларов. Строительство района будет состоять из трёх фаз:
- Первая фаза — постройка башни Jeddah Tower.
- Вторая и третья фаза — постройка самого района.[3]

Центром района будет башня Jeddah Tower, строительство которой должно было завершится в 2020 году, но по состоянию на 2022 год стройка заморожена. Башня после постройки будет самым высоким сооружением в мире (1007 м высотой).

## Прогресс
| Дата              | Прогресс                                             |
| ----------------- | ---------------------------------------------------- |
| Октябрь 2012 года | Начало строительства фундамента башни Kingdom Tower. |